# Colônia Militar de Chapecó
A Colônia Militar do Xapecó foi criada pelo Decreto n° 2.502 de 16 de novembro de 1859, tinha como objetivo central a defesa do território considerado brasileiro, devido ao conflito diplomático com a República Argentina, conhecido como Questão de Palmas ou 'Misiones", para os argentinos. Apesar de ser criada em 1859, é somente em 1880 que a comissão de instalação é designada, tendo como chefe José Bernadino Bormann,que posteriormente foi nomeado diretor do estabelecimento, cargo que ocupou até meados do ano de 1898, quando sai do cargo, para assumir o governo do estado do Paraná, por cerca de um mês, pois, foi eleito vice-governador do Estado. A Colônia foi instala no dia 14 de março de 1882, na campina denominada Xanxerê com o objetivo de ocupar e defender os arredores do Rio Chapecó, em área então subordinada à província do Paraná, onde atualmente situa-se os municípios catarinenses de Xanxerê, Xaxim e Faxinal dos Guedes.
De acordo com o decreto 2.502 de 16 de novembro de 1859 “Estas colonias são destinadas á defensa da fronteira, á protecção dos habitantes dos Campos de Palma, Erê, Xagú e Guarapuava, contra a incursão dos Índios, e a chamar os ditos indios, com auxilio da catechese á civilisação”. Portanto, a colônia tinha como objetivo central a defesa do território em caso de possíveis ataques do governo argentino, além de explorar possíveis potencialidades econômicas e gerar o desenvolvimento da região. Outra preocupação era com relação a catequização e aldeamento dos indígenas que tinha como objetivo controlar essa população  evitando que dificultassem a colonização, do ponto de vista do Império e do Ministério da Guerra.   O local da instalação da colônia foi considerado estratégico, pois possuía terras próprias para a indústria pastoril e para a agricultura. Porém, não mantinha comunicações regulares com as vilas próximas e o seu sistema de estradas não contribuía para facilitar o intercâmbio necessário para que fosse alcançado desenvolvimento do ponto de vista econômico.